# Scopula irrorata
Scopula irrorata là một loài bướm đêm trong họ Geometridae.